# Psycho Therapy
Psycho Therapy – singel zespołu Ramones promujący album Subterranean Jungle, wydany w 1983 przez wytwórnię Sire Records.

## Lista utworów
1. „Psycho Therapy” (Dee Dee Ramone/Johnny Ramone) – 2:35
2. „My–My Kind of a Girl” (Joey Ramone) – 3:31

## Skład
- Joey Ramone – wokal
- Johnny Ramone – gitara, wokal
- Dee Dee Ramone – gitara basowa, wokal
- Marky Ramone – perkusja

Gościnnie:
- Walter Lure – gitara